# Jens Dennhardt
Jens Dennhardt (* 16. Januar 1968 in Köln) ist ein deutscher Politiker der SPD und 2007 bis 2011 Mitglied der Bremer Bürgerschaft.

## Biografie

### Ausbildung und Beruf
Dennhardt besuchte in Köln eine Gesamtschule und legte dort im Jahr 1987 sein Abitur ab. Es folgte ein Studium der Volkswirtschaftslehre an der Universität zu Köln, welches er 1997 abschloss. Im Jahr 1998 wurde er als Berater in einer auf den Kultur- und Freizeitsektor spezialisierten Unternehmensberatung in Krefeld tätig. 2001 wurde er in Bremen Leiter des Geschäftsbereichs Organisationsentwicklung der Kulturmanagement Bremen GmbH. Seit 2005 ist er kommissarisch stellvertretender Dienststellenleiter bei der Kultur-Einrichtungsförderung Bremen; diese Stellung ruht seit seiner Wahl in die Bremer Bürgerschaft.

### Politik
Dennhardt ist im Jahr 1984 der SPD beigetreten und engagierte sich als Bezirksschülersprecher von Köln (1984–1986). Er war Vorstandsmitglied der Jusos des Unterbezirks Köln (1986–1990) und Juso - Schriftführer und Pressesprecher (1988–1990). 1989 kandidierte er für die Kölner SPD bei der Kommunalwahl. Von 1992 bis 1997 war er Redakteur des köln-vorwärts. Im Jahr 2004 wurde er in Bremen Beisitzer im Vorstand des SPD-Ortsvereins Hemelingen, später stellvertretender Vorsitzender und seit 2014 ist er Vorsitzender des Ortsvereins. Er ist Vorsitzender des Förderverein Schule an der Glockenstraße. 
Er war in der 17. Legislaturperiode der Bremer Bürgerschaft von 2007 bis 2011 Abgeordneter. Er war vertreten in den Ausschüssen für Informations- und Kommunikationstechnologie und Medienangelegenheiten, für Erleichterung der Volksgesetzgebung und Weiterentwicklung des Wahlrechtes, im nichtständigen Ausschuss gemäß Artikel 125 der Landesverfassung, im nichtständigen Ausschuss Umsetzung der Föderalismusreform II, im Petitions-, Haushalts- und Finanz- und im Rechnungsprüfungsausschuss sowie in den Betriebsausschüssen Gebäude- und TechnikManagement und Umweltbetrieb Bremen wie auch in der Deputation für Umwelt und Energie.